# Вугор електричний (рід)
Електричний вугор (Electrophorus) — рід гімнотоподібних риб родини Гімнотові (Gymnotidae). Має 3 види. Тривалий час вважалося, що цей рід є монотипним, лише 2019 року дослідниками Смітсоновського університету (США) на чолі із Девідом де Сантаною після морфологічно-молекулярного аналізу було доведено зворотне.
Electrophorus є єдиним родом у складі підродини Electrophorinae.

## Опис
Загальна довжина представників цього роду коливається від 1 до 1,7 м вагою до 50 кг. Голова сплощена, у різних видів по різному. Довжина голови становить від 8,7 до 12 % від загальної довжини. Очі маленькі. Рот широкий. Зуби відсутні. Тулуб довгий, змієподібний, округлий в передній частині й трохи стислий з боків у задній. Висота тіла становить 4,6 — 10,8 % від загальної довжини, ширина корпусу — від 5 до 8,5 % від загальної довжини.
Шкіра гола, без луски, значна частина якої вкрита електричними органами Гантера, Сакса та Мена. Ці вугрі наділені апаратом Вебера, який з'єднує вухо з плавальним міхуром, що значно розширює можливості їхнього слуху. Грудні плавці невеличкі, складаються з 20-38 променів, спинний та черевні плавці відсутні, анальний плавець довгий (320—420 променів), майже по всьому тілу, що розширюється в кінці.
Забарвлення дорослих електричних вугрів коричневе з оливковим, червонуватим чи бордовим відтінками. Нижні частини в області голови та анального плавця яскравіші за спинні.
Унікальною особливістю представників роду Electrophorus є наявність електричного органу, що виробляє летальні розряди (до 600 Вольт) для приголомшення здобичі. Також вони можуть дихати повітрям за допомогою васкуляризованого орального дихального органу, а ще протягом усього життя в них додаються хребці (всього їх може бути понад 100).

## Спосіб життя
Зустрічаються серед прозорої чистої води, так й мулистих потоках. Незважаючи на те, що мають зябра, ці вугрі дихають переважно атмосферним повітрям, дихають кожні 15 хвилин, поглинаючи кисень через слизову ротової порожнини. Переважно тримаються дна. Полює, застосовуючи електричний розряд у 300—860 V. Живляться рибами, ракоподібними, земноводними, наземними тваринами.
Про розмноження відомо недостатньо.

## Розповсюдження
Поширені на півночі Південної Америки, в басейнах річок Ориноко й Амазонка.

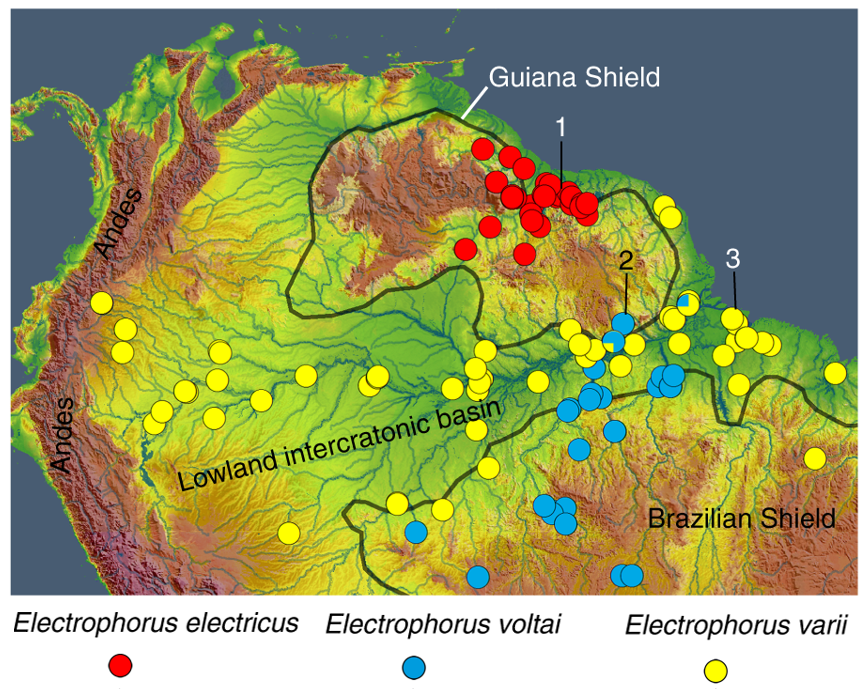
Мапа поширення видів роду Electrophorus.

## Види
- Electrophorus electricus, поширений на Гаянському щиті.
- Electrophorus voltai, поширений на Бразильському щиті.
- Electrophorus varii, поширений у долині Амазонки.